# Сарыджалы (Агджабединский район)
Сарыджалы (азерб. Sarıcalı) — село в Сарыджалинском административно-территориальном округе Агджабединского района Азербайджана.

## Этимология
Название происходит от ветви племени бахманли под названием сарыджалы.

## История
Село основано в XIX веке родом Даргяхлы из племени сарыджалы.
Село Сариджалу-Даркяхлу в 1913 году согласно административно-территориальному делению Елизаветпольской губернии относилось к Агдамскому сельскому обществу Шушинского уезда.
В 1926 году согласно административно-территориальному делению Азербайджанской ССР село относилось к дайре Агдам Агдамского уезда.
После реформы административного деления и упразднения уездов в 1929 году был образован Сарыджалинский сельсовет в Агджабединском районе Азербайджанской ССР.
Согласно административному делению 1961 и 1977 года село Сарыджалы входило в Сарыджалинский сельсовет Агджабединского района Азербайджанской ССР.
В 1999 году в Азербайджане была проведена административная реформа и внутри Саырджалинского административно-территориального округа был учрежден Саырджалинский муниципалитет Агджабединского района.

## География
Село расположено в Карабахской степи.
Сарыджалы находятся в 32 км от райцентра Агджабеди и в 309 км от Баку. Ближайшая железнодорожная станция — Агдам (действующая — Халадж).
Село находится на высоте 77 метров над уровнем моря.

## Население
| Численность населения | Численность населения | Численность населения | Численность населения |
| 1886                  | 1983                  | 1999                  | 2009                  |
| --------------------- | --------------------- | --------------------- | --------------------- |
| 92                    | ↗1262                 | ↗1486                 | ↗1663                 |

В 1886 году в селе проживало 92 человека, в основном — азербайджанцы (в источнике — "татары"), по вероисповеданию — мусульмане-шииты.
Население преимущественно занимается хлопководством, выращиванием зерна и животноводством.

## Климат
| Показатель | Янв. | Фев. | Март | Апр. | Май  | Июнь | Июль | Авг. | Сен. | Окт. | Нояб. | Дек. | Год  |
| --- | ---- | ---- | ---- | ---- | ---- | ---- | ---- | ---- | ---- | ---- | ----- | ---- | ---- |
| Средний суточный максимум, °C | 6,6  | 7,7  | 11,6 | 19,4 | 24,1 | 28,7 | 32,2 | 31,3 | 26,8 | 20,7 | 13,8  | 8,9  | 19,1 |
| Средняя температура, °C | 2,8  | 3,8  | 7,3  | 14,1 | 18,7 | 23,3 | 26,5 | 25,5 | 21,6 | 16,0 | 9,8   | 5,1  | 14,5 |
| Средний суточный минимум, °C | −0,9 | 0    | 3,1  | 8,8  | 13,4 | 17,9 | 20,9 | 19,8 | 16,4 | 11,3 | 5,9   | 1,3  | 10,0 |
| Норма осадков, мм | 19   | 24   | 29   | 42   | 55   | 45   | 20   | 21   | 24   | 45   | 28    | 26   | 378  |
| Источник: https://en.climate-data.org/asia/azerbaijan/agcab%C9%99di-rayonu/%D1%81%D0%B0%D1%80%D1%8B%D0%B4%D0%B6%D0%B0%D0%BB%D1%8B-954772/ |      |      |      |      |      |      |      |      |      |      |       |      |      |

Среднегодовая температура воздуха в селе составляет +14,5 °C. В селе полупустынный климат.

## Инфраструктура
В советское время в селе располагались средняя и начальная школы, дом культуры, библиотека, кинотеатр, больница.
В селе расположены почтовое отделение, средняя школа, клуб, библиотека, участковая больница. В 1990-е годы в Сарыджалах построен крупный посёлок для беженцев.